# Подвешенный графен
Подвешенный графен — графен, который не касается подложки, свободновисящая плёнка, которая удерживается только частично благодаря подложке или контактам.  
Существует несколько способов сделать подвешенный графен.
Первый метод был предложен в работе, где в подложке кремния покрытой слоем диэлектрика SiO2 перед нанесением графена протравливались канавки шириной около 1 микрона. После осаждения графена с липкой ленты на эту подложку приходилось искать удачно осаждённый графен на область с канавкой. Графен держался благодаря хорошей адгезии в местах контакта с диэлектриком в по обе стороны от канавки. В работе изучались механические свойства графена. Позже этот метод использовался и для измерения распределения напряжений в подвешенной плёнке.
Для оптических измерений или для электронного просвечивающего микроскопа необходимо избавиться от подложки, что и было сделано в работах Мейера и других исследователей. В этих работах было показано, что графен в свободном состоянии, не соединённый с подложкой, принимает волнистую форму с высотой неоднородностей около 1 нм. В работе была измерена оптическая прозрачность подвешенного графена и показана её универсальность, определяемая только постоянной тонкой структуры. 
Ещё один способ получить подвешенный графен — это вытравить диэлектрик под одноатомной плёнкой. Из-за того, что основной вклад в рассеяние носителей в графене вносят заряженные примеси в диэлектрике, исследователи стали искать способ избавиться от этого механизма рассеяния или свести его к минимуму. Избавление от подложки и отжиг привел к существенному повышению подвижности носителей в графене (около 200000 см2В−1с−1). В таких плёнках доминирующий механизм меняется и основной вклад в рассеяние вносят фононы или границы образца. В последнем случае можно говорить о баллистическом транспорте.